# Jalal Al-e-Ahmad
Jalal Al-e-Ahmad (2 de dezembro de 1923 – 9 de setembro de 1969) foi um proeminente escritor, romancista, tradutor, filósofo, crítico sócio-político, sociólogo e antropólogo iraniano, tido como "um dos primeiros e mais proeminentes etnólogos iranianos da nossa era". Ele popularizou o termo gharbzadegi - traduzido em inglês como "westernstruck", "westoxification" e "Occidentosis" -, produzindo uma crítica ideológica holística do Ocidente "que combinava temas fortes de Frantz Fanon e Marx".

## Vida pessoal
Jalal nasceu em Teerão, numa família religiosa - o seu pai era um clérigo - "originalmente da vila de Aurazan, no distrito de Taliqan, que faz fronteira com Mazandaran no norte do Irão e, de tempos em tempos, Jalal viajava para lá, se exercitando ativamente pelo bem-estar dos aldeões e dedicando-lhes a primeira das suas monografias antropológicas". Ele era primo de Mahmoud Taleghani. Após a escola primária, Al-e-Ahmad foi enviado para ganhar a vida em Teerão, mas também participou no Marvi Madreseh, recebendo uma educação religiosa e sem a permissão de seu pai, com aulas noturnas no Dar ul-Fonun. Ele foi ao Seminário de Najaf em 1944, mas voltou para casa rapidamente. Ele tornou-se "familiarizado com o discurso e as palavras de Ahmad Kasravi" e não conseguiu se comprometer com a carreira clerical que seu pai e irmão esperavam que ele tomasse, descrevendo-a como "uma armadilha na forma de um manto e um aba." Ele descreve a sua família como uma família religiosa no esboço autobiográfico que publicou após sua morte em 1967.
Em 1946 ele recebeu um M.A. em Literatura Persa do Colégio de Professores de Teerão e tornou-se um professor, ao mesmo tempo que fez uma forte ruptura com sua família religiosa que o deixou "completamente por seus próprios recursos". Ele prosseguiu os estudos académicos e se inscreveu em um programa de doutorado de Literatura Persa na Universidade de Teerão, contudo parou antes de ter defendido a sua dissertação em 1951. Em 1950, casou-se com Simin Daneshvar, uma conhecida romancista persa. Jalal e Simin eram inférteis, um tópico que se refletia em algumas das obras de Jalal.
Ele morreu em Asalem, uma região rural no norte do Irão, dentro de uma casa que foi construída quase inteiramente por ele mesmo. Ele foi enterrado na mesquita de Firouzabadi em Ray, no Irão. Várias pessoas, incluindo a sua mulher, acreditam que ele foi envenenado.
Em 2010, o Departamento de Património Cultural, Turismo e Artesanato de Teerão comprou a casa em que Jalal Al-e Ahmad e o seu irmão Shams nasceram e viveram.